# Ocymyrmex barbiger
Ocymyrmex barbiger is een mierensoort uit de onderfamilie van de Myrmicinae. De wetenschappelijke naam van de soort is voor het eerst geldig gepubliceerd in 1886 door Emery.